# 约翰·戈特弗里德·伽勒
约翰·戈特弗里德·伽勒（1812年6月9日—1910年7月10日），德国天文学家，海王星的发现者之一，他是根据法国天文学家於爾班·勒威耶的计算结果进行观测的。

## 生平
伽勒出生於今薩克森-安哈特拉迪斯，1830年至1833年間就讀於柏林大學，1835年時成為天文學家恩克的助理，於柏林天文台工作。1846年9月23日，伽勒正式宣布他發現海王星，1851年移居布雷斯勞，擔任布雷斯勞大學天文學教授並負責當地天文台觀測工作。
除發現海王星外，伽勒也研究觀察彗星，1894年時在他兒子協助下出版了彗星列表，一共收錄414顆彗星。他曾在1839年12月至1840年3月短短3個月內發現了三顆彗星。
1910年逝世於波茨坦，享耆壽98歲。
為記念伽勒的貢獻，國際天文聯會將月球和火星各一個撞擊坑和海王星的環以伽勒之名命名。